# Tetramerni protein
Tetramer je protein sa četiri podjedinice. Tetrameri modu da budu homotetrameri (sa identičnim podjedinicama), kao što je glutation S-transferaza, dimeri hetero-dimera kao što je hemoglobin (dimer alfa/beta dimera), i heterotetrameri, gde su sve podjedinice različite.

## Podjedinične interakcije tetramerima
Interakcije između podjedinica koje sačinjavaju tetramer su prvenstveno nekovalentne. Hidrofobni efekti, vodonične veze i elektrostatičke interakcije su primarne sile ovog procesa vezivanja. Za homotetramerne proteine poput sorbitolne dehidrogenaze (SDH), smatra se da je struktura evoluirala počevši od monomerne do dimerne i konačno do tetramerne strukture. Proces vezivanja SDH i mnogim drugim tetramernim enzimima se može opisati dobitkom slobodne energije, koji se može odrediti iz brzine asocijacije i disocijacije.